# Esfandiyār

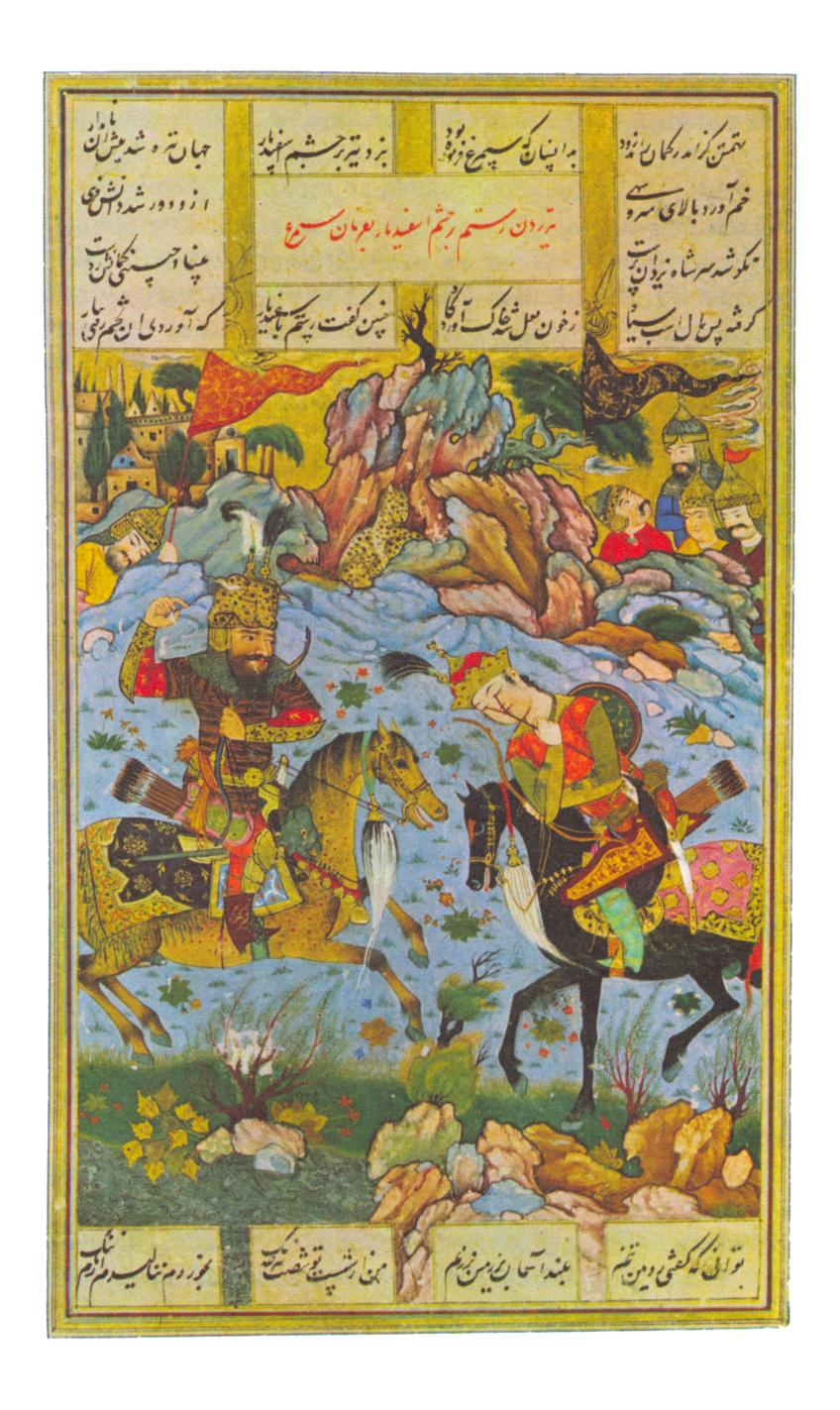
Rostam i Esfandiyar

Esfandiyār (persa: سپنديار), també transliterat com Sepandiār, Sepandiyar, Esfandyar, Isfandiar, Isfandiyar o Esfandiar, és un heroi iranià llegendari. També rep el nom de Belfian. Era fill del rei de Kayanian, el rei Goshtasp (en persa mitjà: Wishtasp; en avèstic: Vishtaspa) i germà de l'immortal Pashotan (en persa mitjà: Peshotan; en avèstic: Peshotanu).
Esfandiyār és més conegut pel tràgic relat de la batalla amb Rostam descrita en el poema èpic de Ferdowsi, Shahnameh (Llibre dels reis). És un dels episodis més llargs del Shahnameh.

## Etimologia
La paraula persa Sepandiār deriva del persa mitjà Spandadat o Spandyat que al seu torn deriva de l'avèstic Spentodata que significa ‘Donat per’.

## En el Shahnameh
Segons l'obra èpica Shahnameh, Esfandiyār era un príncep coronat i un guerrer diví de l'antiga Pèrsia que donava suport al profeta Zartosht (Zoroastre), per estendre el zoroastrisme. Agraït, Zartosht dona a Esfandiyār una cadena i armadura celestial. Aquesta armadura el feia invencible.

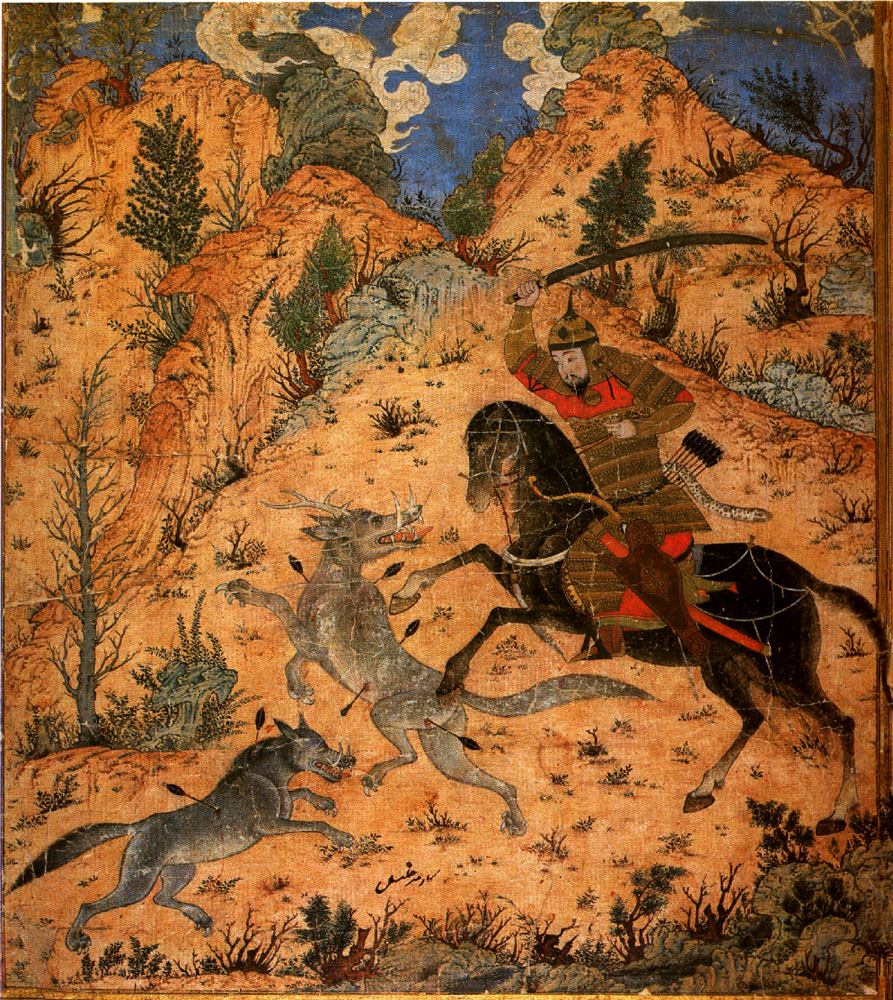
Esfandiyar lluitant contra llops.

El pare d'Esfandiyār, Goshtasp, li va prometre, falsament, el tron a condició que repel·lís una invasió contra les províncies oriental. Després de diverses vicissituds Esfandiyār ho aconseguí, però després hagué de lluitar contra Rostam que, esbrinant el seu únic punt feble, que era dirigir una doble fletxa feta de fusta de tamariu de la Xina, contra els seus ulls i així Rostam va vèncer l'heroi i aquest morí.